# Aero Contractors (Nigeria)
Aero Contractors (Aero Contractors Company of Nigeria Ltd) o simplemente "Aero" es una aerolínea con base en Lagos, Nigeria. Efectúa vuelos regulares domésticos e internacionales, vuelos ejecutivos, charter y para terceros, especialmente de apoyo a la inmensa industria de petróleo y gas de Nigeria. Su principal base de operaciones es el Aeropuerto Internacional Murtala Muhammed, Lagos.

## Historia
AeroContractors fue fundada en 1959; oficialmente registrada en Nigeria en 1960 y, en ese momento, propiedad de Schreiner Airways B.V. De los Países Bajos. Se convirtió en compañía del holding nigeriano con un 40% inicial en 1973 y posteriormente con el 60% restante en 1976, anticipándose a los requisitos del Decreto de Indigenización. En enero de 2004, Schreiner Airways fue comprada por Canadian Helicopter Corporation (C.H.C.) que adquirió el 40% de Aerocontractors mientras que el 60% restante permanece en manos de la familia Ibru.
La aerolínea es propiedad de Mofta West Africa (60%) y Canadian Helicopters (40%) y tiene 697 empleados (en marzo de 2007).

## Destinos

### África
- Ghana
  - Acra (Aeropuerto Internacional Kotoka)

- Nigeria
  - Abuya (Aeropuerto Internacional Nnamdi Azikiwe)
  - Benin City (Aeropuerto de Benín)
  - Calabar (Aeropuerto Internacional Magaret Ekpo)
  - Kano (Aeropuerto Aminu Kano)
  - Enugu (Aeropuerto Internacional Akanu Ibiam)
  - Lagos (Aeropuerto Internacional Murtala Mohammed) Hub
  - Owerri (Aeropuerto Imo)
  - Port Harcourt
    - (Base NAF de Port Harcourt)
    - (Aeropuerto Internacional de Port Harcourt)

  - Uyo (Aeropuerto Akwa Ibom)
  - Warri  (Aeropuerto Osubi)

## Flota

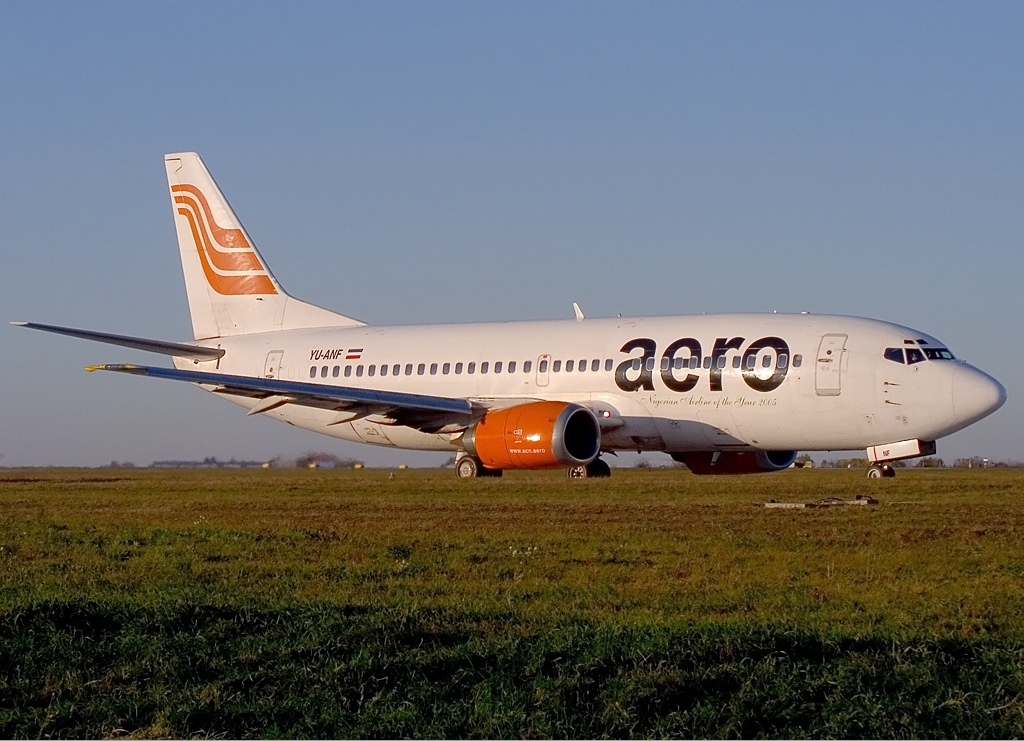
Boeing 737-300 de Aero Contractors

La flota de Aero Contractors (Nigeria) incluye los siguientes aviones (a 1 de septiembre de 2011):
- 2 Boeing 737-400
- 6 Boeing 737-500 (+1 pedido)
- 3 Bombardier Dash 8 Q300